# Georg Achates Gripenberg
Georg Achates Gripenberg  (né le 18 mai 1890 à Saint-Pétersbourg et mort le 31 mai 1975 à Helsinki) est un diplomate finlandais.

## Famille
G. A. Gripenberg appartient à la famille Gripenberg et son père est le conseiller d'État Alexis Gripenberg qui soutient l'activisme pour l'indépendance de la Finlande.
Sa mère est Agnes Maria Fredrika von Haartman, de la famille noble von Haartman.

## Biographie
En 1907, Gripenberg entre au lycée Lärkan à Helsinki et obtient un baccalauréat en philosophie de l'Université impériale Alexandre d'Helsinki en 1911 et un baccalauréat en droit de l'Université d'Uppsala en Suède en 1917.
De 1908 à 1909, il étudie à l'Université d'Oxford et à la London School of Economics.
Lorsque son père Alexis Gripenberg est nommé premier représentant diplomatique de la Finlande en Suède en janvier 1918, G. A. Gripenberg, sera pendant un temps, son secrétaire privé bénévole avant de retourner en Finlande pour rejoindre les forces blanches de la guerre civile finlandaise.
Dès 1918, Gripenberg est embauché par le nouveau service finlandais des affaires étrangères. 
Il occupe d'abord le poste de deuxième secrétaire du ministère des Affaires étrangères, dont il démissionne l'année suivante. 
En 1920, il est réengagé comme ministre par intérim. en tant que chef de cabinet. Comme il y a une pénurie de diplomates qualifiés à l'époque, il accède rapidement à des postes de mission à l'étranger.
Gripenberg est d'abord Chargé d'Affaires de Finlande à Bruxelles et La Haye en 1921–1923,  à Madrid et Lisbonne et Amérique du Sud en 1923–1929.
En 1929–1933 il est Ambassadeur à Buenos Aires et Rio de Janeiro (en 1931–1933 aussi Santiago du Chili. 
Gripenberg a joué un rôle clé dans la participation de la Finlande à l'Exposition universelle de 1929 à Barcelone, où l'objectif principal était de faire connaître la Finlande en tant que pays industriel.
En 1933, Gripenberg est nommé ambassadeur à Londres, où la Finlande a l'une de ses délégations les plus importantes. 
Son mandat y a duré jusqu'à ce que les relations diplomatiques britanniques et finlandaises soient rompues pendant la guerre de continuation à la fin de 1941 en raison de la déclaration de guerre britannique à la Finlande.
Gripenberg est mis en disponibilité puis nommé représentant de la Finlande au Vatican pour une courte période à l'automne 1942, mais au printemps suivant, il est transféré à Stockholm.
C'est alors la mission étrangère la plus importante de la Finlande, en particulier lorsque l'Union soviétique a décidé à la fin de la guerre de tenir des pourparlers de paix avec la Finlande par l'intermédiaire de Stockholm. 
Gripenberg a généralement évité d'intervenir en politique mais, en raison de sa position, il devient un médiateur dans le processus de paix.
Il restera en poste pendant plus d'une décennie après la guerre et en particulier le Président Juho Kusti Paasikivi, a apprécié ses compétences. 
Pendant ses deux dernières années à Stockholm de 1954 à 1956, Gripenberg été ambassadeur.
Après son passage à Stockholm, Gripenberg est le premier ambassadeur de Finlande à l'ONU du début avril 1956 à la fin de 1958, avant de prendre sa retraite. 
Gripenberg a reçu de nombreux honneurs nationaux et internationaux et il a écrit ses mémoires pendant sa retraite.

## Écrits
- G. A. Gripenberg, Generalmajor Hans Henrik Gripenberg: En biografisk konturteckning, WSOY, 1937
- G. A. Gripenberg, En beskickningschefs minnen 1: Finland i världskriget 1939–40, Natur & Kultur, 1959
- G. A. Gripenberg, En beskickningschefs minnen 2: London–Vatikanen–Stockholm., Natur & Kultur, 1959
- G. A. Gripenberg, Lontoo–Vatikaani–Tukholma, WSOY, 1960
- G. A. Gripenberg, Neutralitetstanken i Finlands politik, Stockholm, Lindqvists Förlag, 1960
- G. A. Gripenberg, Diplomatisk vardag, WSOY, 1964
- G. A. Gripenberg (trad. Tauno Kuosa), Diplomaatin arkipäivää, WSOY, 1965
- G. A. Gripenberg, Dagbok 1943–1946, Stockholm, Kungliga Samfundet för utgivande av handskrifter rörande Skandinaviens historia, 2019
- Georg A Gripenberg (trad. Albin T. Anderson), Finland and the great powers, Memoirs of a diplomat,  University of Nebraska, 1965, 380 p.